# Emmaboda (commune)
La commune d'Emmaboda est une commune suédoise du comté de Kalmar. 9 543 personnes y vivent. Son siège se trouve à Emmaboda.

## Localités
- Algutsboda
- Boda glasbruk
- Emmaboda
- Eriksmåla
- Fiddekulla
- Johansfors
- Långasjö
- Strängsmåla
- Vissefjärda